# Amp Futbol Ekstraklasa 2016
Amp Futbol Ekstraklasa 2016 – 2. edycja mistrzostw Polski w amp futbolu. Organizatorem rozgrywek było stowarzyszenie Amp Futbol Polska, brały w nich udział drużyny pięciu piłkarskich klubów ampfutbolowych.
Podobnie jak w poprzednich edycjach sezon składał się z turniejów organizowanych przez poszczególne kluby Ekstraklasy. Podczas turnieju obowiązywał system "każdy z każdym bez rewanżów" - dało to liczbę ogólną 50 meczów w sezonie podczas pięciu turniejów.

## Drużyny
| Drużyna                   | Miasto        | Liczba sezonów w Ekstraklasie | Miejsce w poprzednim sezonie |
| ------------------------- | ------------- | ----------------------------- | ---------------------------- |
| Husaria Kraków            | Kraków        | 1                             | 1                            |
| Gryf Szczecin             | Szczecin      | 1                             | 2                            |
| GKS Góra                  | Góra          | 1                             | 3                            |
| Lampart Warszawa          | Warszawa      | 1                             | 4                            |
| Kuloodporni Bielsko-Biała | Bielsko-Biała | debiutant                     | -                            |

## Turnieje
Zasady ustalania kolejności:

1. liczba zdobytych punktów w całym cyklu rozgrywek; 

2. liczba punktów zdobyta w meczach bezpośrednich; 

3. różnica bramek w meczach bezpośrednich; 

4. różnica bramek w całym cyklu rozgrywek; 

5. liczba zdobytych bramek w całym cyklu rozgrywek; 

### Warszawa (Warszawa, 2-3.04)
Tabela
| Lp. | Zespół                    | M | Pkt | Z | R | P | G+ | G- | +/- |
| --- | ------------------------- | - | --- | - | - | - | -- | -- | --- |
| 1.  | Lampart Warszawa          | 4 | 9   | 3 | 0 | 1 | 5  | 1  | +4  |
| 2.  | Husaria Kraków            | 4 | 9   | 3 | 0 | 1 | 9  | 2  | +7  |
| 3.  | GKS Góra                  | 4 | 7   | 2 | 1 | 1 | 4  | 3  | +1  |
| 4.  | Kuloodporni Bielsko-Biała | 4 | 3   | 1 | 0 | 3 | 1  | 4  | -3  |
| 5.  | Gryf Szczecin             | 4 | 1   | 0 | 1 | 3 | 3  | 12 | -9  |

    = zwycięzca turnieju 
Mecze
| 2 kwietnia 2016 | Lampart Warszawa · Adrian Stanecki (asysta Jakub Kożuch) 18' · Jakub Kożuch (asysta Jakub Popławski) 22' · Mariusz Adamczyk · Adrian Stanecki | 2:0(1:0) | Kuloodporni Bielsko Biała · Piotr Mizera | ul. Międzyparkowa 4, Warszawa |
|                 | |          |                                          |                               |

| 2 kwietnia 2016 | GKS Góra · Rafał Bieńkowski 25' · Rafał Bieńkowski 40+2' (k.) · Sebastian Ziółkowski | 2:2(0:1) | Gryf Szczecin · 10' Bartosz Łastowski (Maciej Pożycki) · 22' Bartosz Łastowski (Maciej Pożycki) | ul. Międzyparkowa 4, Warszawa |
|                 |                                                                                      |          |                                                                                                 |                               |

| 2 kwietnia 2016 | Husaria Kraków · Marcin Guszkiewicz (Mateusz Kabała) 9' | 1:0(1:0) | Kuloodporni Bielsko-Biała | ul. Międzyparkowa 4, Warszawa |
|                 |                                                         |          |                           |                               |

| 2 kwietnia 2016 | Lampart Warszawa | 0:1(0:0) | GKS Góra · 40+2' Mateusz Sadłowski (asysta Sebastian Ziółkowski) | ul. Międzyparkowa 4, Warszawa |
|                 |                  |          |                                                                  |                               |

| 2 kwietnia 2016 | Husaria Kraków · Mateusz Kabała (Marcin Guszkiewicz) 4' · Tomasz Miś (Krystian Kapłon) 9' · Marcin Guszkiewicz (Kamil Rosiek) 17' · Jacek Tomczak (Marcin Guszkiewicz) 18' · Krystian Kapłon 20+1' · Tomasz Miś (asysta Marcin Guszkiewicz) 24' · Tomasz Miś 28' | 7:1(5:0) | Gryf Szczecin · 31' Maciej Pożycki (Bartosz Łastowski) | ul. Międzyparkowa 4, Warszawa |
|                 | |          |                                                        |                               |

| 3 kwietnia 2016 | GKS Góra · Rafał Bieńkowski (Artur Stolikowski) 40+2' · Rafał Bieńkowski | 1:0(0:0) | Kuloodporni Bielsko-Biała | ul. Międzyparkowa 4, Warszawa |
|                 |                                                                          |          |                           |                               |

| 3 kwietnia 2016 | Lampart Warszawa · Jakub Kożuch 24' · Mariusz Adamczyk · Karol Zdzieborski | 1:0(0:0) | Husaria Kraków | ul. Międzyparkowa 4, Warszawa |
|                 |                                                                            |          |                |                               |

| 3 kwietnia 2016 | Kuloodporni Bielsko-Biała · Krzysztof Wrona 32' · Mariusz Krzempek | 1:0(0:0) | Gryf Szczecin | ul. Międzyparkowa 4, Warszawa |
|                 |                                                                    |          |               |                               |

| 3 kwietnia 2016 | Husaria Kraków · Kamil Rosiek 24' · Marcin Guszkiewicz | 1:0(0:0) | GKS Góra · Mateusz Sadłowski | ul. Międzyparkowa 4, Warszawa |
|                 |                                                        |          |                              |                               |

| 3 kwietnia 2016 | Lampart Warszawa · Marcin Kusiński (Mariusz Adamczyk) 16' · Marcin Kusiński 40+2' | 2:0(1:0) | Gryf Szczecin | ul. Międzyparkowa 4, Warszawa |
|                 |                                                                                   |          |               |                               |

Nagrody:
- Najlepszy piłkarz turnieju: Bartosz Łastowski (Gryf Szczecin)
- Najlepszy bramkarz turnieju: Jakub Popławski (Lampart Warszawa)
- Król strzelców turnieju: Tomasz Miś (Husaria Kraków)
- Nagroda Fair Play: Lampart Warszawa

### Góra (Świerczynek, Płock, 14-15.05)
Tabela
| Lp. | Zespół                    | M | Pkt | Z | R | P | G+ | G- | +/- |
| --- | ------------------------- | - | --- | - | - | - | -- | -- | --- |
| 1.  | GKS Góra                  | 4 | 9   | 3 | 0 | 1 | 8  | 4  | +4  |
| 2.  | Husaria Kraków            | 4 | 8   | 2 | 2 | 0 | 10 | 1  | +9  |
| 3.  | Lampart Warszawa          | 4 | 5   | 1 | 2 | 1 | 3  | 3  | 0   |
| 4.  | Gryf Szczecin             | 4 | 3   | 1 | 0 | 3 | 2  | 12 | -10 |
| 5.  | Kuloodporni Bielsko-Biała | 4 | 2   | 0 | 2 | 2 | 0  | 3  | -3  |

    = zwycięzca turnieju 
Mecze
| 14 maja 2016 | Lampart Warszawa | 0:0 | Husaria Kraków | Świerczynek |
|              |                  |     |                |             |

| 14 maja 2016 | GKS Góra · Mateusz Sadłowski (Arkadiusz Werner) 15' · Mateusz Sadłowski (Rafał Bieńkowski) 16' | 2:0(2:0) | Kuloodporni Bielsko-Biała | Świerczynek |
|              |                                                                                                |          |                           |             |

| 14 maja 2016 | Husaria Kraków · Tomasz Miś 12' · Tomasz Miś (Mateusz Kabała) 16' · Kamil Rosiek 18' · Tomasz Miś (Mateusz Kabała) 23' · Mateusz Kabała 26' · Tomasz Miś 31' · Tomasz Miś (Krystian Kapłon) 39' · Kamil Rosiek (Mateusz Kabała) 39' | 8:1(3:0) | Gryf Szczecin · 38' Bartosz Łastowski (Dawid Dobkowski) | Świerczynek |
|              | |          |                                                         |             |

| 14 maja 2016 | GKS Góra · Artur Stolikowski (Arkadiusz Werner) 23' · Mateusz Sadłowski (Rafał Bieńkowski) 30' · Mateusz Sadłowski (Sebastian Ziółkowski) 39' · Artur Stolikowski | 3:2(0:2) | Lampart Warszawa · 9' Mariusz Adamczyk (Jakub Kożuch) · 11' Jakub Kożuch · Adrian Stanecki | Świerczynek |
|              | |          |                                                                                            |             |

| 14 maja 2016 | Gryf Szczecin · Dawid Dobkowski (Bartosz Łastowski) 33' | 1:0(0:0) | Kuloodporni Bielsko-Biała · Wiesław Wolsza | Świerczynek |
|              |                                                         |          |                                            |             |

| 15 maja 2016 | Husaria Kraków · Mateusz Kabała | 0:0 | Kuloodporni Bielsko-Biała | Stadion Miejski, Płock |
|              |                                 |     |                           |                        |

| 15 maja 2016 | Lampart Warszawa · Jakub Kożuch 22' · Adrian Stanecki | 1:0(0:0) | Gryf Szczecin · Bartosz Łastowski | Stadion Miejski, Płock |
|              |                                                       |          |                                   |                        |

| 15 maja 2016 | GKS Góra · Rafał Bieńkowski · Mateusz Sadłowski | 0:2(0:1) | Husaria Kraków · 18' Kamil Rosiek · 26' Mateusz Kabała | Stadion Miejski, Płock |
|              |                                                 |          |                                                        |                        |

| 15 maja 2016 | Lampart Warszawa · Mariusz Adamczyk · Karol Zdzieborski | 0:0 | Kuloodporni Bielsko-Biała · Wiesław Wolsza · Patrick Kowalski · Łukasz Szczyrba · Piotr Mizera | Stadion Miejski, Płock |
|              |                                                         |     |                                                                                                |                        |

| 15 maja 2016 | GKS Góra | 3:0 wo. | Gryf Szczecin | Stadion Miejski, Płock |
|              |          |         |               |                        |

Nagrody:
- Najlepszy piłkarz turnieju: Bartosz Łastowski (Gryf Szczecin)
- Najlepszy bramkarz turnieju: Kamil Nowak (Kuloodporni Bielsko-Biała)
- Król strzelców turnieju: Tomasz Miś (Husaria Kraków)
- Nagroda Fair Play: Gryf Szczecin

### Szczecin (Szczecin, 18-19.06)
Tabela
| Lp. | Zespół                    | M | Pkt | Z | R | P | G+ | G- | +/- |
| --- | ------------------------- | - | --- | - | - | - | -- | -- | --- |
| 1.  | GKS Góra                  | 4 | 10  | 3 | 1 | 0 | 6  | 0  | +6  |
| 2.  | Lampart Warszawa          | 4 | 7   | 2 | 1 | 1 | 7  | 2  | +5  |
| 3.  | Husaria Kraków            | 4 | 7   | 2 | 1 | 1 | 6  | 3  | +3  |
| 4.  | Gryf Szczecin             | 4 | 4   | 1 | 1 | 2 | 6  | 5  | +1  |
| 5.  | Kuloodporni Bielsko-Biała | 4 | 0   | 0 | 0 | 4 | 1  | 16 | -15 |

    = zwycięzca turnieju 
Mecze
| 18 czerwca 2016 | Gryf Szczecin · bramka samobójcza 3' · Dawid Dobkowski (Bartosz Łastowski) 13' · Dawid Dobkowski (Bartosz Łastowski) 17' · Dawid Dobkowski (Bartosz Łastowski) 26' · Bartosz Łastowski (Dawid Dobkowski) 32' · Bartosz Łastowski (Dariusz Korbut) 40' · Marcin Motyl | 6:1(3:0) | Kuloodporni Bielsko-Biała · 28' Piotr Mizera (Sławomir Krupa) | ul. Twardowskiego, Szczecin |
|                 | |          |                                                               |                             |

| 18 czerwca 2016 | Husaria Kraków · Kamil Rosiek (Krystian Kapłon) 3' | 1:1(1:0) | Lampart Warszawa · 34' Mariusz Adamczyk (Marcin Kusiński) · Jakub Kożuch | ul. Twardowskiego, Szczecin |
|                 |                                                    |          |                                                                          |                             |

| 18 czerwca 2016 | Kuloodporni Bielsko-Biała | 0:3(0:1) | GKS Góra · 8' Sebastian Ziółkowski (Arkadiusz Werner) · 31' Mateusz Sadłowski · 37' Arkadiusz Werner | ul. Twardowskiego, Szczecin |
|                 |                           |          | |                             |

| 18 czerwca 2016 | Gryf Szczecin | 0:1(0:0) | Husaria Kraków · 30' Maciej Pożycki | ul. Twardowskiego, Szczecin |
|                 |               |          |                                     |                             |

| 18 czerwca 2016 | Lampart Warszawa | 0:1(0:0) | GKS Góra · 25' Mateusz Sadłowski (Arkadiusz Werner) · Artur Stolikowski | ul. Twardowskiego, Szczecin |
|                 |                  |          |                                                                         |                             |

| 19 czerwca 2016 | Kuloodporni Bielsko-Biała | 0:4(0:1) | Husaria Kraków · 7' Kamil Rosiek (Przemysław Świercz) · 31' Kamil Rosiek (Krystian Kapłon) · 32' Krystian Kapłon (Przemysław Świercz) · 40' Maciej Pożycki | ul. Twardowskiego, Szczecin |
|                 |                           |          | |                             |

| 19 czerwca 2016 | Gryf Szczecin | 0:3(0:0) | Lampart Warszawa · 29' Jakub Kożuch (Adrian Stanecki) · 31' Jakub Kożuch (Mariusz Adamczyk) · 32' Jakub Kożuch | ul. Twardowskiego, Szczecin |
|                 |               |          | |                             |

| 19 czerwca 2016 | GKS Góra · Rafał Bieńkowski (Sebastian Ziółkowski) 9' · Arkadiusz Werner (Rafał Bieńkowski) 22' · Mateusz Sadłowski | 2:0(1:0) | Husaria Kraków | ul. Twardowskiego, Szczecin |
|                 | |          |                |                             |

| 19 czerwca 2016 | Kuloodporni Bielsko-Biała | 0:3(0:2) | Lampart Warszawa · 6' Jakub Kożuch (Karol Zdzieborski) · 13' Adrian Stanecki (Mariusz Adamczyk) · 27' Mariusz Adamczyk (Jakub Kożuch) | ul. Twardowskiego, Szczecin |
|                 |                           |          | |                             |

| 19 czerwca 2016 | Gryf Szczecin · Andrzej Małecki | 0:0 | GKS Góra | ul. Twardowskiego, Szczecin |
|                 |                                 |     |          |                             |

Nagrody:
- Najlepszy piłkarz turnieju: Mateusz Sadłowski (GKS Góra)
- Najlepszy bramkarz turnieju: Krzysztof Węgrzyn (GKS Góra)
- Król strzelców turnieju: Jakub Kożuch (Lampart Warszawa)
- Nagroda Fair Play: Zofia Kasińska (Gryf Szczecin)

### Kraków (Białka Tatrzańska, 9-10.07)
Tabela
| Lp. | Zespół                    | M | Pkt | Z | R | P | G+ | G- | +/- |
| --- | ------------------------- | - | --- | - | - | - | -- | -- | --- |
| 1.  | Husaria Kraków            | 4 | 10  | 3 | 1 | 0 | 15 | 1  | +14 |
| 2.  | Lampart Warszawa          | 4 | 8   | 2 | 2 | 0 | 6  | 1  | +5  |
| 3.  | GKS Góra                  | 4 | 7   | 2 | 1 | 1 | 7  | 4  | +3  |
| 4.  | Kuloodporni Bielsko-Biała | 4 | 3   | 1 | 0 | 3 | 3  | 10 | -7  |
| 5.  | Gryf Szczecin             | 4 | 0   | 0 | 0 | 4 | 0  | 15 | -15 |

    = zwycięzca turnieju 
Mecze
| 9 lipca 2016 | Husaria Kraków · Kamil Rosiek (Krystian Kapłon) 7' · Marcin Guszkiewicz (Przemysław Świercz) 13' · Mateusz Kabała 17' · Tomasz Miś (Krystian Kapłon) 25' · Mateusz Kabała (Tomasz Miś) 31' · Przemysław Świercz (Marcin Guszkiewicz) 40' | 6:0(3:0) | Gryf Szczecin | ul. Środkowa, Białka Tatrzańska |
|              | |          |               |                                 |

| 9 lipca 2016 | Kuloodporni Bielsko-Biała | 0:2(0:0) | Lampart Warszawa · 32' Marcin Kusiński · 38' Jakub Kożuch (Mariusz Adamczyk) | ul. Środkowa, Białka Tatrzańska |
|              |                           |          |                                                                              |                                 |

| 9 lipca 2016 | Gryf Szczecin | 0:3(0:1) | GKS Góra · 9' Bartosz Skrzypek (Rafał Bieńkowski) · 34' Arkadiusz Werner (Mateusz Sadłowski) · 37' Artur Stolikowski (Krzysztof Węgrzyn) · Sebastian Ziółkowski · Mateusz Sadłowski | ul. Środkowa, Białka Tatrzańska |
|              |               |          | |                                 |

| 9 lipca 2016 | Husaria Kraków | 0:0 | Lampart Warszawa | ul. Środkowa, Białka Tatrzańska |
|              |                |     |                  |                                 |

| 9 lipca 2016 | Kuloodporni Bielsko-Biała | 0:2(0:1) | GKS Góra · 12' Bartosz Skrzypek (Rafał Bieńkowski) · 32' Sebastian Ziółkowski (Bartosz Skrzypek) | ul. Środkowa, Białka Tatrzańska |
|              |                           |          |                                                                                                  |                                 |

| 10 lipca 2016 | Lampart Warszawa | 3:0 wo. | Gryf Szczecin | ul. Środkowa, Białka Tatrzańska |
|               |                  |         |               |                                 |

| 10 lipca 2016 | Husaria Kraków · Krystian Kapłon 8' · Mateusz Kabała 13' · Kamil Rosiek (Marcin Guszkiewicz) 17' · Tomasz Miś (Marcin Guszkiewicz) 23' · Tomasz Miś (Mateusz Kabała) 37' · Maciej Pożycki (Kamil Rosiek) 40' | 6:0(3:0) | Kuloodporni Bielsko-Biała | ul. Środkowa, Białka Tatrzańska |
|               | |          |                           |                                 |

| 10 lipca 2016 | GKS Góra · Rafał Bieńkowski (Mateusz Sadłowski) 38' | 1:1(0:0) | Lampart Warszawa · 34' Jakub Kożuch (Mariusz Adamczyk) | ul. Środkowa, Białka Tatrzańska |
|               |                                                     |          |                                                        |                                 |

| 10 lipca 2016 | Kuloodporni Bielsko-Biała | 3:0 wo. | Gryf Szczecin | ul. Środkowa, Białka Tatrzańska |
|               |                           |         |               |                                 |

| 10 lipca 2016 | Husaria Kraków · Kamil Rosiek (Tomasz Miś) 6' · Mateusz Kabała 24' · Tomasz Miś (Mateusz Kabała) 32' | 3:1(1:0) | GKS Góra · 34' Mateusz Sadłowski (Bartosz Skrzypek) | ul. Środkowa, Białka Tatrzańska |
|               | |          |                                                     |                                 |

Nagrody:
- Najlepszy piłkarz turnieju: Kamil Rosiek (Husaria Kraków)
- Najlepszy bramkarz turnieju: Jakub Popławski (Lampart Warszawa)
- Król strzelców turnieju: Mateusz Kabała i Tomasz Miś (Husaria Kraków)

### Bielsko-Biała (Bielsko-Biała, 1-2.10)
Tabela
| Lp. | Zespół                    | M | Pkt | Z | R | P | G+ | G- | +/- |
| --- | ------------------------- | - | --- | - | - | - | -- | -- | --- |
| 1.  | Husaria Kraków            | 4 | 10  | 3 | 1 | 0 | 14 | 1  | +13 |
| 2.  | GKS Góra                  | 4 | 9   | 3 | 0 | 1 | 7  | 8  | -1  |
| 3.  | Lampart Warszawa          | 4 | 4   | 1 | 1 | 2 | 4  | 5  | -1  |
| 4.  | Gryf Szczecin             | 4 | 3   | 1 | 0 | 3 | 6  | 10 | -4  |
| 5.  | Kuloodporni Bielsko-Biała | 4 | 3   | 1 | 0 | 3 | 2  | 9  | -7  |

    = zwycięzca turnieju 
Mecze
| 1 października 2016 | Kuloodporni Bielsko-Biała · Mateusz Kaźmierczak (Marek Bagiński) | 1:0 | Lampart Warszawa | ul. Środkowa, Białka Tatrzańska |
|                     |                                                                  |     |                  |                                 |

| 1 października 2016 | GKS Góra · Mateusz Sadłowski (Rafał Bieńkowski) · Mateusz Sadłowski (Arkadiusz Werner) | 2:1 | Gryf Szczecin · Bartosz Łastowski (Marco Reinecke) | ul. Środkowa, Białka Tatrzańska |
|                     |                                                                                        |     |                                                    |                                 |

| 1 października 2016 | Lampart Warszawa | 0:0 | Husaria Kraków | ul. Środkowa, Białka Tatrzańska |
|                     |                  |     |                |                                 |

| 1 października 2016 | Kuloodporni Bielsko-Biała · Krzysztof Wrona (Piotr Mizera) | 1:2 | GKS Góra · Mateusz Sadłowski · Rafał Bieńkowski (Bartosz Skrzypek), | ul. Środkowa, Białka Tatrzańska |
|                     |                                                            |     |                                                                     |                                 |

| 1 października 2016 | Gryf Szczecin · Bartosz Łastowski (Marco Reinecke) | 1:5 | Husaria Kraków · Krystian Kapłon · Jacek Tomczak (Mateusz Kabała) · Krystian Kapłon (Mateusz Kabała) · Mateusz Kabała · Krystian Kapłon (Maciej Pożycki) | ul. Środkowa, Białka Tatrzańska |
|                     |                                                    |     | |                                 |

| 2 października 2016 | Gryf Szczecin · Bartosz Łastowski (Marco Reinecke) | 1:3 | Lampart Warszawa · Jakub Kożuch · Jakub Kożuch · Jakub Kożuch (Mariusz Adamczyk) | ul. Środkowa, Białka Tatrzańska |
|                     |                                                    |     |                                                                                  |                                 |

| 2 października 2016 | Kuloodporni Bielsko-Biała | 0:4 | Husaria Kraków · Mateusz Kabała (Tomasz Miś) · Kamil Krzyjszczyk (Krystian Kapłon) · Tomasz Miś (Jacek Tomczak) · Maciej Pożycki (Krystian Kapłon) | ul. Środkowa, Białka Tatrzańska |
|                     |                           |     | |                                 |

| 2 października 2016 | GKS Góra · Rafał Bieńkowski · Sebastian Ziółkowski (Bartosz Skrzypek) · Rafał Bieńkowski | 3:1 | Lampart Warszawa · Jakub Kożuch (Mariusz Adamczyk) | ul. Środkowa, Białka Tatrzańska |
|                     |                                                                                          |     |                                                    |                                 |

| 2 października 2016 | Kuloodporni Bielsko-Biała | 0:3 | Gryf Szczecin · Bartosz Łastowski (Kamil Misztal) · Dawid Dobkowski · Dawid Dobkowski (Bartosz Łastowski) | ul. Środkowa, Białka Tatrzańska |
|                     |                           |     | |                                 |

| 2 października 2016 | Husaria Kraków · Maciej Pożycki · Mateusz Kabała (Krystian Kapłon) · Tomasz Miś (Maciej Pożycki) · Mateusz Kabała (Tomasz Miś) · Tomasz Miś | 5:0 | GKS Góra · Arkariusz Werner · Mateusz Sadłowski · Sebastian Ziółkowski | ul. Środkowa, Białka Tatrzańska |
|                     | |     |                                                                        |                                 |

Nagrody:
- Najlepszy piłkarz turnieju: Mateusz Sadłowski (GKS Góra)
- Najlepszy bramkarz turnieju: Łukasz Miśkiewicz (Kuloodporni Bielsko-Biała)
- Królowie strzelców turnieju: Mateusz Kabała (Husaria Kraków), Jakub Kożuch (Lampart Warszawa), Bartosz Łastowski (Gryf Szczecin)

## Tabela końcowa mistrzostw
| Lp. | Zespół                    | M  | Pkt | Z  | R | P  | G+ | G- | +/- |
| --- | ------------------------- | -- | --- | -- | - | -- | -- | -- | --- |
| 1.  | Husaria Kraków            | 20 | 44  | 13 | 5 | 2  | 54 | 8  | +46 |
| 2.  | GKS Góra                  | 20 | 42  | 13 | 3 | 4  | 32 | 19 | +13 |
| 3.  | Lampart Warszawa          | 20 | 33  | 9  | 6 | 5  | 25 | 12 | +13 |
| 4.  | Gryf Szczecin             | 20 | 11  | 3  | 2 | 15 | 17 | 54 | -37 |
| 5.  | Kuloodporni Bielsko-Biała | 20 | 11  | 3  | 2 | 15 | 7  | 42 | -35 |

## Statystyki indywidualne sezonu

### Strzelcy
| Gol | Imię i nazwisko   | Klub             |
| --- | ----------------- | ---------------- |
| 15  | Tomasz Miś        | Husaria Kraków   |
| 14  | Jakub Kożuch      | Lampart Warszawa |
| 11  | Mateusz Sadłowski | GKS Góra         |
| 11  | Mateusz Kabała    | Husaria Kraków   |
| 10  | Kamil Rosiek      | Husaria Kraków   |
| 9   | Bartosz Łastowski | Gryf Szczecin    |
| 8   | Rafał Bieńkowski  | GKS Góra         |
| 6   | Dawid Dobkowski   | Gryf Szczecin    |

| Gol | Imię i nazwisko      | Klub                         |
| --- | -------------------- | ---------------------------- |
| 6   | Maciej Pożycki       | Gryf Szczecin Husaria Kraków |
| 6   | Krystian Kapłon      | Husaria Kraków               |
| 3   | Mariusz Adamczyk     | Lampart Warszawa             |
| 3   | Marcin Kusiński      | Lampart Warszawa             |
| 3   | Marcin Guszkiewicz   | Husaria Kraków               |
| 3   | Arkadiusz Werner     | GKS Góra                     |
| 3   | Sebastian Ziółkowski | GKS Góra                     |
| 2   | Bartosz Skrzypek     | GKS Góra                     |

| Gol | Imię i nazwisko     | Klub                      |
| --- | ------------------- | ------------------------- |
| 2   | Adrian Stanecki     | Lampart Warszawa          |
| 2   | Artur Stolikowski   | GKS Góra                  |
| 2   | Jacek Tomczak       | Husaria Kraków            |
| 2   | Krzysztof Wrona     | Kuloodporni Bielsko-Biała |
| 1   | Przemysła Świercz   | Husaria Kraków            |
| 1   | Piotr Mizera        | Kuloodporni Bielsko-Biała |
| 1   | Mateusz Kaźmierczak | Kuloodporni Bielsko-Biała |
| 1   | Kamil Krzyjszczyk   | Husaria Kraków            |

### Asystenci
|    | Imię i nazwisko    | Klub             |
| -- | ------------------ | ---------------- |
| 10 | Krystian Kapłon    | Husaria Kraków   |
| 8  | Mateusz Kabała     | Husaria Kraków   |
| 7  | Mariusz Adamczyk   | Lampart Warszawa |
| 6  | Marcin Guszkiewicz | Husaria Kraków   |
| 6  | Bartosz Łastowski  | Gryf Szczecin    |
| 6  | Rafał Bieńkowski   | GKS Góra         |
| 5  | Arkadiusz Werner   | GKS Góra         |
| 4  | Maciej Pożycki     | Husaria Kraków   |
| 4  | Tomasz Miś         | Husaria Kraków   |
| 4  | Bartosz Skrzypek   | GKS Góra         |

|   | Imię i nazwisko      | Klub             |
| - | -------------------- | ---------------- |
| 3 | Jakub Kożuch         | Lampart Warszawa |
| 3 | Sebastian Ziółkowski | GKS Góra         |
| 3 | Przemysław Świercz   | Husaria Kraków   |
| 3 | Marco Reiencke       | Gryf Szczecin    |
| 2 | Dawid Dobkowski      | Gryf Szczecin    |
| 2 | Kamil Rosiek         | Husaria Kraków   |
| 2 | Mateusz Sadłowski    | GKS Góra         |
| 1 | Jakub Popławski      | Lampart Warszawa |
| 1 | Artur Stolikowski    | GKS Góra         |
| 1 | Marcin Kusiński      | Lampart Warszawa |

|   | Imię i nazwisko   | Klub                      |
| - | ----------------- | ------------------------- |
| 1 | Krzysztof Węgrzyn | GKS Góra                  |
| 1 | Dariusz Korbut    | Gryf Szczecin             |
| 1 | Sławomir Krupa    | Kuloodporni Bielsko-Biała |
| 1 | Karol Zdzieborski | Lampart Warszawa          |
| 1 | Adrian Stanecki   | Lampart Warszawa          |
| 1 | Piotr Mizera      | Kuloodporni Bielsko-Biała |
| 1 | Marek Bagiński    | Kuloodporni Bielsko-Biała |
| 1 | Jacek Tomczak     | Husaria Kraków            |
| 1 | Kamil Misztal     | Gryf Szczecin             |

### Klasyfikacja kanadyjska
| Punkty | Gol |    | Imię i nazwisko   | Klub             |
| ------ | --- | -- | ----------------- | ---------------- |
| 19     | 15  | 4  | Tomasz Miś        | Husaria Kraków   |
| 19     | 11  | 8  | Mateusz Kabała    | Husaria Kraków   |
| 17     | 14  | 3  | Jakub Kożuch      | Lampart Warszawa |
| 16     | 6   | 10 | Krystian Kapłon   | Husaria Kraków   |
| 15     | 9   | 6  | Bartosz Łastowski | Gryf Szczecin    |

| Punkty | Gol |   | Imię i nazwisko   | Klub             |
| ------ | --- | - | ----------------- | ---------------- |
| 14     | 8   | 6 | Rafał Bieńkowski  | GKS Góra         |
| 13     | 11  | 2 | Mateusz Sadłowski | GKS Góra         |
| 12     | 10  | 2 | Kamil Rosiek      | Husaria Kraków   |
| 10     | 3   | 7 | Mariusz Adamczyk  | Lampart Warszawa |

| Punkty | Gol |   | Imię i nazwisko    | Klub                         |
| ------ | --- | - | ------------------ | ---------------------------- |
| 10     | 6   | 4 | Maciej Pożycki     | Gryf Szczecin Husaria Kraków |
| 9      | 3   | 6 | Marcin Guszkiewicz | Husaria Kraków               |
| 8      | 3   | 5 | Arkadiusz Werner   | GKS Góra                     |
| 8      | 6   | 2 | Dawid Dobkowski    | Gryf Szczecin                |